# Calabaria reinhardtii
Calabaria reinhardtii (pitón de Calabar) es una especie de serpientes del género monotípico Calabaria, el cual a su vez es el único género de la subfamilia Calabariinae, familia Boidae.